# Crise dos Estreitos Turcos
A Crise dos Estreitos Turcos foi um conflito territorial durante a Guerra Fria entre a União Soviética e a Turquia. A Turquia, que tinha permanecido oficialmente neutra durante a maior parte da recém-concluída Segunda Guerra Mundial, foi pressionada pelo governo soviético a permitir que as embarcações russas circulassem livremente através dos Estreitos Turcos, que ligam o Mar Negro ao Mediterrâneo. Como o governo turco não se submetia aos pedidos da União Soviética, tensões surgiram na região, levando a uma demonstração de força naval por parte dos soviéticos. O incidente mais tarde iria servir como um fator decisivo na emissão da Doutrina Truman. Em seu clímax, as tensões fariam com que a Turquia recorresse aos Estados Unidos e à OTAN, para a proteção e adesão, respectivamente. Essa série de acontecimentos afetou muito a influência mundial que a Turquia possui nos dias de hoje.

## Antecedentes

### Importância dos estreitos
As duas pontes de ligação entre o Mar Negro e o Mediterrâneo, o Dardanelos e o Bósforo, eram muito importantes como uma rota de comércio do Mar Negro em portos de todo o mundo para a Turquia e seus outros vizinhos do Mar Negro: a União Soviética, a Romênia e a Bulgária, todos os três dos quais estavam alinhados sob o Pacto de Varsóvia. Os estreitos também serviam como um componente importante de estratégia militar: quem exercesse o controle de tráfego através dos estreitos poderia usá-los como um ponto de saída ou de entrada para as forças navais para atravessar do e para o Mar Negro.

### Contexto político
O conflito tem suas raízes nas relações soviético-turcas ambas precisamente antes e durante a Segunda Guerra Mundial. Até a última metade da década de 1930, as relações russo-turcas foram calorosas e de certa forma fraternas. As encarnações anteriores das duas nações, o Império Otomano e a Rússia bolchevique, tinham prometido em cooperar uma com a outra no Tratado de Moscou.
A Convenção de Montreux sobre o Regime dos Estreitos foi convocada em 1936, com a Austrália, Bulgária, França, Alemanha, Grécia, Japão, União Soviética, Turquia, Reino Unido e Iugoslávia participando, para determinar o tratamento dos estreitos turcos, tanto em meios militares e regulamentares. Foi a última de várias negociações sobre as duas hidrovias. Tratados e conferências anteriores haviam se materializado durante o período dos séculos XIX e XX. A questão havia sido revivida novamente com a ascensão da Itália fascista e suas políticas expansionistas, assim como o temor de que a Bulgária tomaria sobre si rearmar os estreitos. Após a assinatura do tratado em 20 de julho de 1936, a Turquia foi autorizada rearmar e regular dos estreitos. O tratado também proíbe explicitamente a travessia dos estreitos por navios que não pertençam a qualquer um dos países do Mar Negro. Ao longo dos anos 1930 e na década de 1940, Josef Stalin desafiou repetidamente os acordos alcançados pela Convenção de 1936, pedindo já em 1939 por uma resposta alternativa. Ele propôs o controle conjunto turco e soviético dos estreitos. Após a assinatura do Pacto Molotov-Ribbentrop com a Alemanha nazista, o ministro das Relações Exteriores soviético Vyacheslav Molotov informou aos seus homólogos alemães o desejo de seu país de tomar à força o controle dos estreitos e estabelecer uma base militar em sua proximidade.

### Disputas fronteiriças com a Turquia

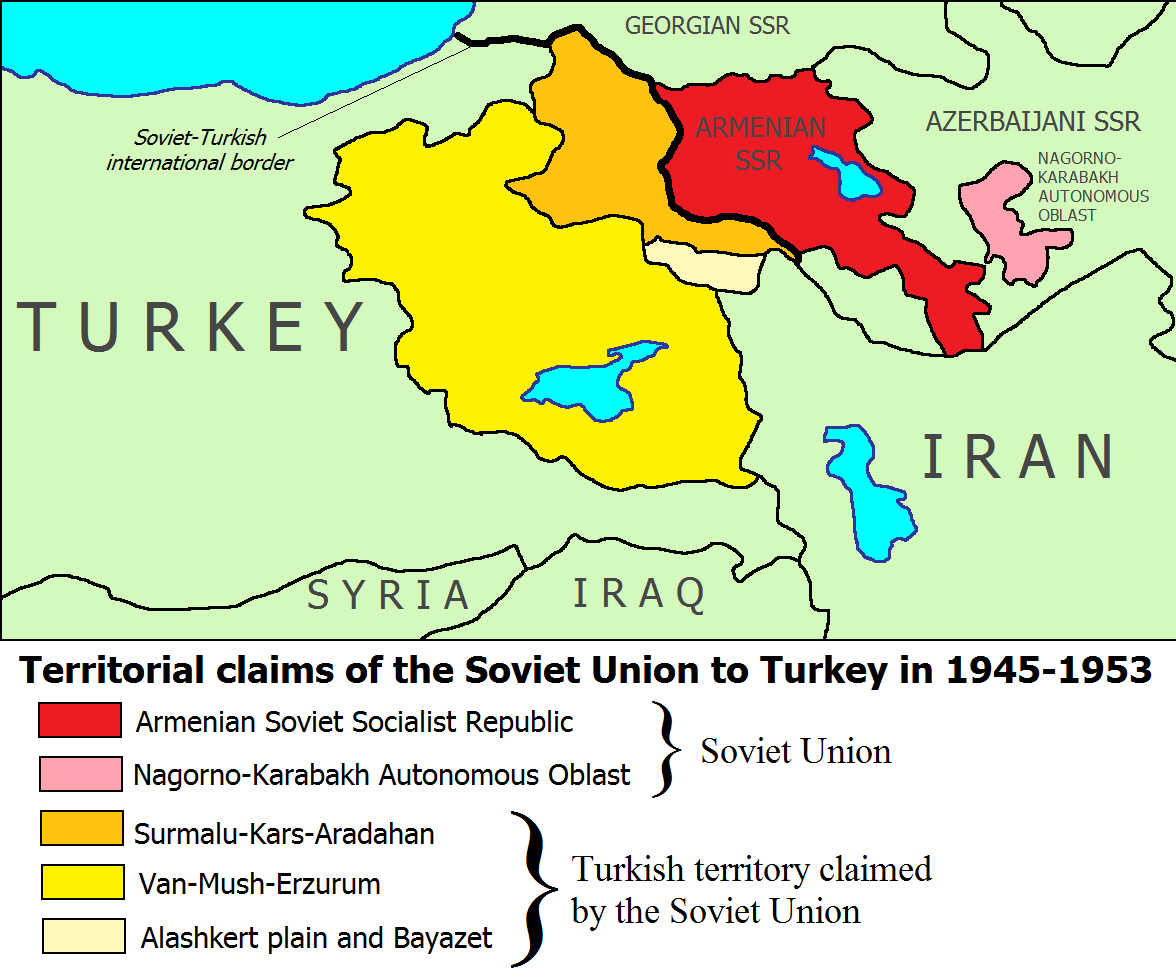
Mapa mostrando território turco reivindicado pela União Soviética.

A União Soviética desejava pela fronteira turco-soviética dentro da Região da Anatólia Oriental fosse  normalizada de maneira benéfica para si e para a República Socialista Soviética da Armênia e a República Socialista Soviética da Geórgia. O vice-premier Lavrentiy Beria pressionou Stalin, afirmando que os territórios turcos ao sudoeste da Geórgia foram roubados dos georgianos pelos turcos durante o período otomano. Se a suposta teoria de Beria fosse acordada pelos turcos, a influência soviética sobre o Mar Negro e no Oriente Médio aumentaria, e um processo de diminuição de tal influência do Império Britânico na segunda região. Este argumento foi retraído juntamente com as reservas soviéticas sobre o regime dos estreitos em maio de 1953.

## A crise

### Escalada
Após os Aliados derrotarem a Alemanha nazista, os soviéticos retornaram a questão em 1945 e 1946. Ao longo de 1946, os diplomatas estadunidenses e turcos frequentemente conversaram sobre o assunto. Os russos se enfureceram com a Turquia por esta permitir que navios militares de fora do Mar Negro cruzassem os estreitos durante o decorrer da guerra e logo depois. A visita do couraçado americano USS Missouri de 6 de abril de 1946 irritou ainda mais os soviéticos. O navio havia chegado à região sob a justificativa de que estava entregando a urna mortuária do falecido embaixador turco para casa, um pedido que foi indeferido pelos soviéticos como uma coincidência. Embora a visita do couraçado não fosse uma surpresa, esta foi uma violação da Convenção de Montreux, o que levou o embaixador soviético para os Estados Unidos Nikolai Vasilevich Novikov chamar a viagem do Missouri de uma "demonstração político-militar contra a União Soviética".

### Opinião soviética esclarecida
Em 7 de agosto de 1946, os soviéticos apresentaram uma nota ao Ministério das Relações Exteriores da Turquia, expressando que a forma como a Turquia estava tratando os estreitos já não representava os interesses de segurança das suas nações companheiras do Mar Negro. A isso chamou a atenção para as ocasiões em que os navios de guerra italianos e alemães tinham atravessado os estreitos sem conflito (os navios alemães só seriam detidos pelas forças turcas quando o país declarou guerra à Alemanha em 23 de fevereiro de 1945). A nota conclui que o regime dos estreitos não era mais confiável e exigia que o Tratado de Montreux fosse reexaminado e reescrito em uma nova conferência internacional.

### Postura estadunidense
Quando a questão foi levantada na Conferência de Potsdam, o presidente dos Estados Unidos, Harry S. Truman, disse que a questão dos estreitos era uma questão de política interna pertencente a Turquia e a União Soviética, e deveria ser resolvida pelas duas partes envolvidas. Como a discussão aqueceu nos tempos procedentes a Potsdam, os Estados Unidos decidiram firmemente que não queriam que os estreitos caíssem nas mãos dos soviéticos, uma vez que lhes daria um importante acesso estratégico entre o Mar Negro e o Mediterrâneo e, possivelmente, conduziria os comunistas para a Turquia. Em um telegrama secreto enviado pelo subsecretário de Estado Dean Acheson para diplomatas em Paris, ele explicou a posição estadunidense sobre o assunto.
Em 20 de agosto de 1946, o subsecretário Acheson reuniu-se com quinze jornalistas para explicar a urgência da situação e fazer os pareceres do Governo dos Estados Unidos conhecidos.

### Apoio da OTAN e declinação
No período dos meses do verão ao outono de 1946, a União Soviética aumentou sua presença naval no Mar Negro, tendo navios russos realizado manobras perto das costas turcas. Um número considerável de tropas terrestres foram despachadas para os Bálcãs. Sob a crescente pressão dos russos, em uma questão de dias a Turquia apelou aos Estados Unidos por ajuda. Depois de consultar seu governo, o presidente Truman enviou uma força-tarefa naval para a Turquia. Em 9 de outubro de 1946, os respectivos governos dos Estados Unidos e do Reino Unido reafirmaram o seu apoio para a Turquia. Em 26 de outubro, a União Soviética retirou o seu pedido específico para uma nova cúpula sobre o controle dos estreitos turcos (mas não suas opiniões) e, em algum momento, pouco depois retirou a maior parte das forças militares intimidatórias da região. A Turquia abandonou sua política de neutralidade e aceitou US$ 100 milhões em ajuda econômica e defesa dos Estados Unidos em 1947, no âmbito do plano da Doutrina Truman para cessar a expansão da influência soviética para a Turquia e a Grécia. As duas nações supracitadas aderiram à OTAN em 1952.

### Continuação do debate (1947-1953)
O governo turco nomeou um novo embaixador em Moscou, Faik Akdur, em novembro de 1946. O presidente turco İnönü instruiu Akdur a se concentrar exclusivamente em um maior desenvolvimento das relações com a Rússia Soviética. Akdur também estava proibido especificamente em se engajar em negociações a respeito dos estreitos caso tivesse ocorrido.
Os Estados Unidos propuseram que uma conferência internacional fosse realizada para decidir o destino de Dardanelos e de Bósforo de uma vez por todas. Isso justifica uma resposta do então embaixador soviético na Turquia, Sergei Vinogradov, sob a forma de um memorando enviado à capital soviética em 10 de dezembro de 1946, alegando que uma conferência realizada em tal clima, como descrito pelos Estados Unidos, era inaceitável, no que a União Soviética, na opinião de Vinogradov, estava determinada a ser voto vencido. Ele previa que, ao invés de haver uma mudança de regime, que era o objetivo firme e inabalável do Ministério das Relações Exteriores soviético, a base da regulamentação vigente desde quando os estreitos haviam sido regulados permaneceria, embora com algumas mudanças.
Em 1948, quando a crise já durava um ano e meio, Sergei Vinogradov foi substituído pelo Politburo como embaixador soviético na Turquia. Com o seu sucessor, Aleksandr Lavrishev, veio um conjunto de instruções do Ministério das Relações Exteriores soviético que viria a ser o último documento soviético importante sobre os estreitos.
Após a morte de Josef Stalin, a motivação por trás de uma mudança de regime declinou dentro do governo soviético, e, em 30 de maio de 1953, o ministro das Relações Exteriores soviético, Molotov, renegou as afirmações russas sobre Bósforo e Dardanelos, assim como as outras disputas territoriais ao longo da fronteira turco-armênia-georgiana.

## Consequências
Ao perceber o clima internacional daria o controle diplomático sobre os estreitos, bem como dificuldades, em geral, a Turquia; a União Soviética moveu-se para as relações de descongelamento com o país em um último esforço para ter uma parte do Oriente Médio sob as suas asas. Quando a Turquia se juntou ao Ocidente alinhando a OTAN em 1952, essas esperanças foram frustradas. O Tratado de Montreux de 1936, com revisões, ainda está em vigor na atualidade entre os Estados sucessores da União Soviética e a Turquia.